# La Vinya (Rivert)
La Vinya és un paratge constituït per una antiga vinya actualment reconvertida en camp de conreu del terme municipal de Conca de Dalt, a l'antic terme de Toralla i Serradell, al Pallars Jussà, en territori del poble de Rivert.
Està situat al costat sud-est de lo Barri de Rivert; poc abans d'arribar al poble des de Salàs de Pallars. El paratge de la Vinya es troba a migdia de la Creueta de Pla i al nord de lo Corneral de Mateu, a llevant de Tresdós i a ponent de Plantades.